# Котодама
Котодама (яп. 言霊, «душа слова») — понятие в японской культуре, связывающее с произнесённым словом некие сверхъестественные атрибуты. Учение о котодама являлось одной из важных частей восстановления древнего синто. Первым теоретиком данной священной науки стал Ямагути Сидо, в роду которого из поколения в поколение передавалась тайная схема, связывающая между собой слоги и их тайные значения. Данная схема носила название «Августейший дух великого прорицания» или «Дух застывшего огня». Над разгадкой этой схемы Ямагути бился в течение 30 лет. В возрасте 51 года, получив посвящение в храме Фусими Инари, он наконец получил ключ к разгадке этой тайны. Результатом стало его собственное учение о котодама, называемое «Наукой эры богов». На его основе в итоге был сделан вывод о том, что все предметы возникают благодаря способности котодама к творению. Данная способность представляет собой переплетение в различных комбинациях двух базовых стихий — огня и воды, из которых состоит все в этом мире. Независимо от Ямагути, свою схему разработал и Накамура Кодо. Построения этих двух людей во многом совпадали. Впоследствии их построения были развиты целой когортой последователей.
Учение о котодама предполагало, что в каждом слоге японского фонетического алфавита заключена мистическая сила творения, позволяющая воздействовать на мир. Отсюда вытекала идея о невозможности менять в норито ни единого слога — в этом случае магический эффект может пропасть, а то и вовсе выйти обратным задуманному. Также из этого в итоге делался вывод о наличии у священных текстов тайного смысла, постигнуть который можно, анализируя мистический смысл составляющих текст знаков.